# KSK Beveren
KSK Beveren, plným názvem Koninklijke Sportkring Beveren, byl belgický fotbalový klub z vlámského města Beveren. Dvakrát vyhrál belgickou ligu (1978/79, 1983/84) a dvakrát belgický fotbalový pohár (1977/78, 1982/83). V sezóně 1978/79 dosáhl mimořádného úspěchu v evropských pohárech, když postoupil do semifinále Poháru vítězů pohárů.